# Péter Tóth
Péter Tóth (Budapest, 12 de juliol de 1882 – Budapest, 28 de febrer de 1967) va ser un tirador d'esgrima hongarès que va competir durant el primer quart del segle xx.
El 1906 va disputar els primers Jocs Olímpics a Atenes. Allà guanyà la seva primera medalla de bronze en la competició de sabre, tres cops, i fou quart en sabre per equips, mentre en floret, espasa i sabre individual quedà eliminat en primera ronda.
El 1908, als Jocs de Londres, guanyà la medalla d'or en la competició de sabre per equips del programa d'esgrima, formant equip amb Jenő Fuchs, Oszkár Gerde, Lajos Werkner i Dezső Földes. En la prova de sabre individual fou cinquè, mentre en espasa individual quedà eliminat en primera ronda.
Quatre anys més tard, als Jocs d'Estocolm, guanyà una nova medalla d'or en la competició de sabre per equips. En la prova de sabre individual fou sisè, mentre en floret individual quedà eliminat en semifinals.
La seva darrera participació en uns Jocs hagué d'esperar 16 anys, ja que no es produí fins al 1928, quan fou cinquè en la competició de floret per equips.